# عصب فرجي
العصب الفرجي هو العصبُ الجسدي الرئيسي لمنطقة العِجان.:274 يَنشأ العصب الفرجي على شكل ثلاثة جذورٍ ناشئةٍ مِن الفروع البطنانية للعصب الشوكي العجزي الثاني والثالث والرابع. يُوجد في الجسم عَصبان فرجيان؛ عصب أيمن وآخر أيسر. يقوم العصب الفرجي بوظائف حسية وحركية، ويحمل أيضًا أليافًا ودية. حيثُ يحملُ الإحساس من الأعضاء التناسلية الخارجية في كلا الجنسين ومن الجلد المُحيط بالشرج والعِجان، كما يُعصِبُ حركيًا عددًا من العضلات الحوضية والتي تتضمن العاصرة الشرجية الخارجية والعاصرة الخارجية لإحليل الذكر والأنثى. يُعتبر العصب الفرجي مسؤولًا عن الجزء الوارد لانتصاب القضيب والبظر، كما أنهُ مسؤولٌ عن القذف.
قد يُقَيَدُ(3) العصب الفرجي مؤقتًا كجزءٍ من إجراءات التخدير الموضعي أثناء الولادة. قد يتعرض العصب الفرجي للانضغاط أو الشد، مسببًا اعتلالًا عصبيًا مؤقتًا أو دائمًا، حيثُ يؤدي ضرر العصب الفرجي إلى فقدان الحس أو سلس البراز، وغالبًا ما يتضرر أثناء عملية الولادة، كما قد يتضرر بسبب الأورام الحوضية أو الجراحات الخاصة بإزالة هذه الأورام. في عام 1836، قام أخصائي التشريح الإيرلندي بنيامين ألكوك بتوثيق وجود النفق الفرجي (يُعرف أيضًا باسم نفق ألكوك)، كما وثقَ وجود العصب الفرجي فيه، وكان ذلك في مساهمةٍ له حول الشرايين الحرقفية في موسوعة روبرت بنتلي تود.

## التسمية
العصب الفرْجيّ (باللاتينية: Nervus pudendus) (بالإنجليزية: Pudendal nerve)‏. تشتق كلمة (pudendal) من الاسم (pudenda) اللاتيني، وهو يعني الأعضاء التناسلية الخارجية، ومنها أيضاً كلمة (pudendum)، والتي تعني الأجزاء التي نَخْجلُ أو نستحي منها.

### التاريخ
يُعرف النفق الفرجي أيضًا باسم نفق ألكوك، وذلك نسبةً إلى أخصائي التشريح الإيرلندي بنيامين ألكوك والذي وثق معلوماتٍ حول هذا النفق في عام 1836، حيثُ وثقَ وجود النفق والعصب الفرجي في مساهمةٍ حول الشرايين الحرقفية في موسوعة التشريح وعلم وظائف الأعضاء لروبرت بنتلي تود.

## الهيكلية

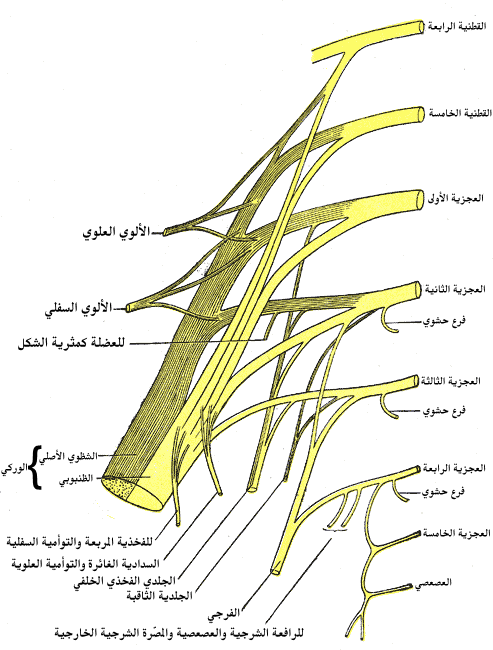
مُخطط للضفيرة العجزية، ويلاحظ بأنَّ العصب الفرجي ينشأ من الفروع الأمامية للعصب الشوكي العجزي الثاني والثالث والرابع

يُعدّ العصب الفرجي من الأعصاب الزوجية في الجسم، أي يُوجد في الجسم عَصبان فرجيان؛ عصبٌ أيمن وآخرٌ أيسر، حيثُ يتكونٌ كلٌ منها من ثلاثةِ جذورٍ تتلاقى مباشرةً فوق الحد العُلوي للرباط العجزي الحدبي والعضلة العصعصية، وبعد ذلك يندمج الجذر السفلي والأوسط فيُشكلان الحبل السفلي، فيُصبح هناك حبلان، واللذان بدورهما يتحدان لتكوين العصب الفرجي المخصوص بالقربُ من الرباط العجزي الشوكي.
يتشكلُ العصب الفرجي من الضفيرة العجزية (شبكةٌ من الألياف العصبية، موجودةٌ في الجدار الحوضي الخلفي)، حيثُ ينشأ من الفروع البطنانية (الفروع الأمامية) للعصب الشوكي العجزي الثاني والثالث والرابع (S2 وS3 وS4).:215:157 ينزلُ العصب الفرجي بعد تكونه ويَمُر بين العضلة الكمثرية والعضلة الإسكية العصعصية، ثُم يغادر الحوض عبر الجزء السفلي من الثقبة الوركية الكبرى، ثم يعبرُ الجزء الجانبي للرباط العجزي الشوكي (بالقرب من مغرسه في الشوكة الإسكية)، ويدخل مرةً أُخرى إلى الحوض عبر الثقبة الوركية الصغرى.
بعد دخوله للحوض مرةً أُخرى، فإنَّ العصب الفرجي يترافق في مساره مع الشريان والوريد الفرجيين الغائرين، فيسير إلى الأعلى والأمام على طول الجدار الجانبي للحفرة الإسكية الشرجية، ويكون مُحاطًا مع الأوعية الدموية الفرجية بغمدٍ من اللفافة السادة في ما يُعرف باسم النفق الفرجي (يسمى أيضًا نفق ألكوك).:8 وأخيرًا، يتفرعُ العصب الفرجي في داخلِ النفق الفرجي وذلك قبل إكمال مساره باسمٍ آخر يختلف بين الذكر والأنثى.:34 تجدرُ الإشارة بأنه لا يُوجد أي فروعٍ للعصب الفرجي في المنطقة الألوية.:580

### النواة
يُعد العصب الفرجي الفرع الرئيسي للضفيرة العجزية،:950 حيثُ تنشأ أليافهُ من نوية أونوف في منطقة العجز من النخاع الشوكي.

### الفروع

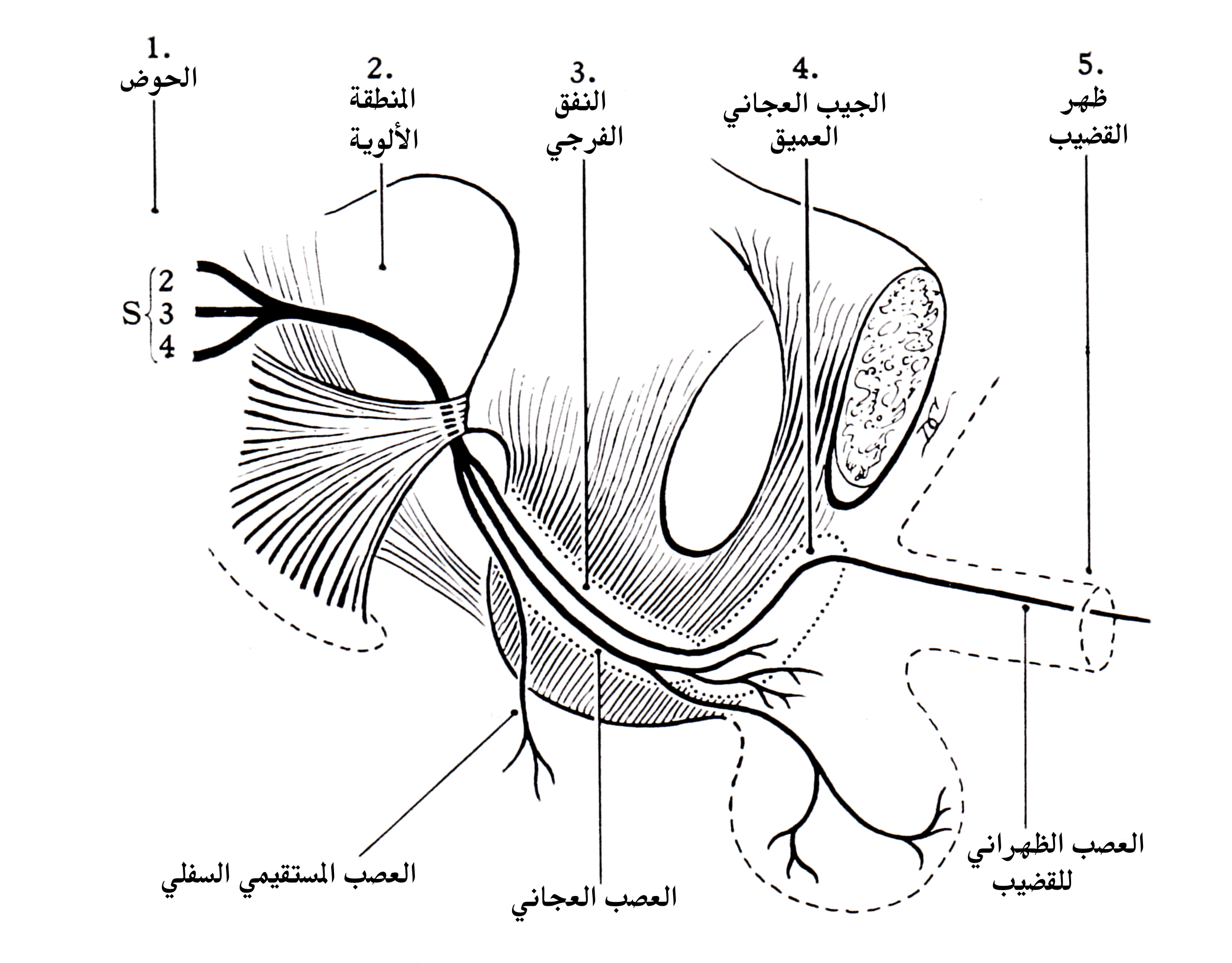
فروع العصب الفرجي ومسارهُ التشريحي

يَخرج من العصب الفرجي عَددٌ من الفُروع المُختلفة والتي تترافق مع فروعِ الشريان الفرجي الغائر، حيثُ يتفرع إلى ثلاثة فروعٍ نهائية:(1):34
- العصب المستقيمي السفلي: عادةً ما يكون متعددًا ويخترق لفافة النفق الفرجي، ثم يسير في الناحية الوسطية عبر الحفرة الإسكية الشرجية ليُعصِب العاصرة الشرجية الخارجية والمناطق المرتبطة بعضلات الرافعة الشرجية. يُعتبر هذا العصب عصبًا حسيًا لجلد المثلث الشرجي.[16]:515
- العصب العجاني: يسيرُ نحو المثلث البولي التناسلي ثُم يتفرع منه فروعٌ جلدية وحركية. الفروع الحركية تُعصب العضلات الهيكلية في الجيبة العجانية السطحية والعميقة، أما الفروع الحسية فيكون أكبرها العصب الصفني الخلفي في الذكور، والعصب الشفري الخلفي في الإناث.[16]:515
- العصب الظهراني للقضيب في الذكور أو العصب الظهراني للبظر في الإناث: تدخلُ هذه الأعصاب إلى الجيبة العجانية العميقة، حيثُ تسير على طول الحافة الجانبية للجيبة، ثم تخرجُ بالمرور للأسفل عبر الغشاء العجاني. تقوم هذه الأعصاب بحمل الإحساس من القضيب والبظر، خصوصًا من الحشفة.[16]:515

### الاختلاف
قد يختلف منشأ العصب الفرجي، فمثلًا قد ينشأ من العصب الوركي، وبالتالي أي ضررٌ يحدث في العصب الوركي سوف يؤثرُ على العصب الفرجي. كما قد يحتوي العصب الفرجي أحيانًا على أليافٍ من الفروع الظهرانية (الفروع الخلفية) للعصب الشوكي، ونادرًا من العصب الشوكي العجزي الخامس (S5)، أو العصب الشوكي العجزي الأول (S5). أيضًا قد ينشأ العصب المستقيمي السفلي مباشرةً من الضفيرة العجزية أو يتفرعُ من العصب الفرجي عند بدايةِ النفق الفرجي، كما قد ينشأ من الجهة الإنسية فرعٌ جديد يحمل اسم العصب المستقيمي الإضافي.

## الوظيفة

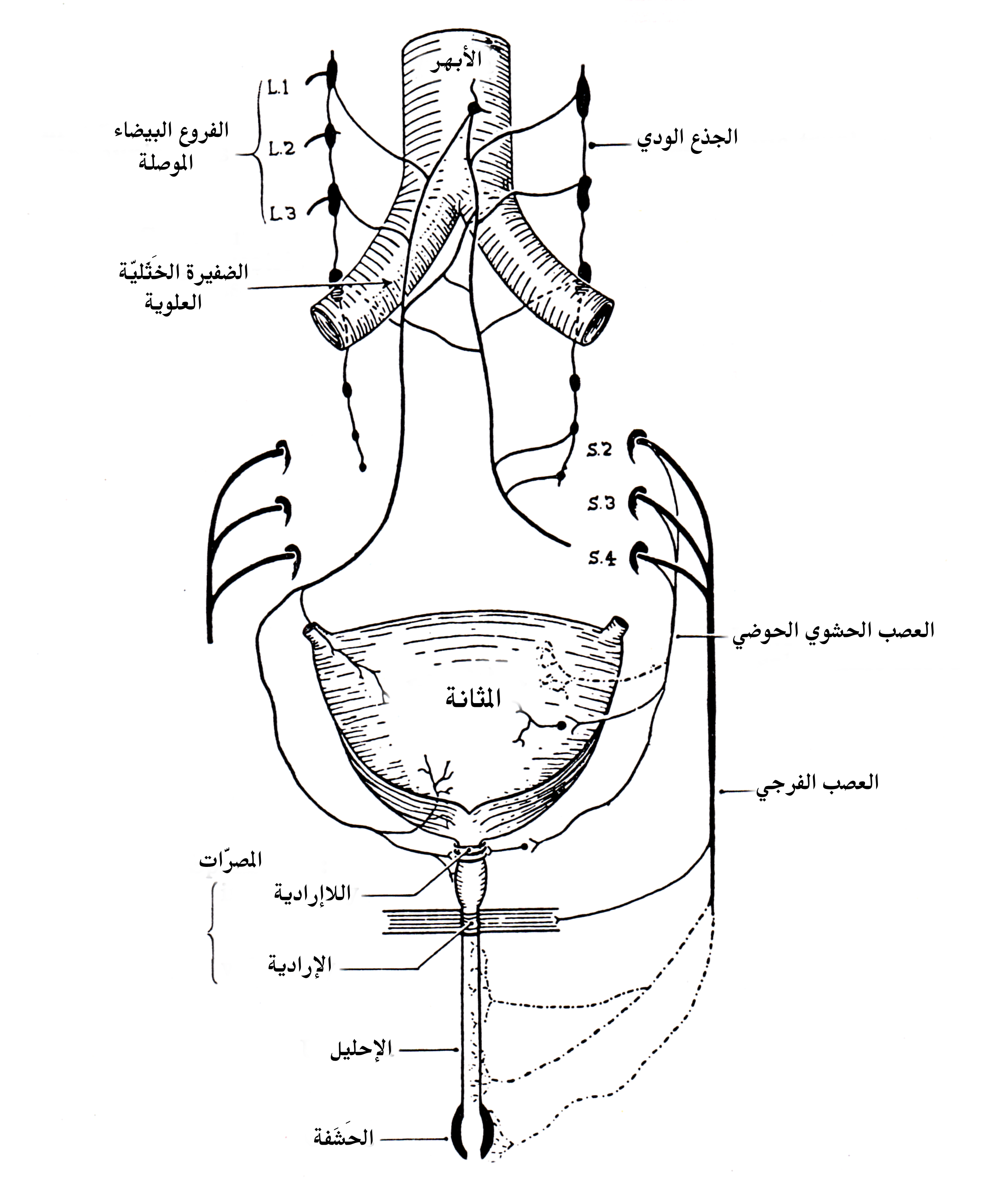
مُخطط يظهر الهياكل التي يُعصبها العصب الفرجي

يقوم العصب الفرجي بوظائف حسية وحركية، كما يحمل أيضًا أليافًا ودية للقطاع الجلدي التابع للعصب الشوكي العجزي الثاني والثالث والرابع، ولكنه لا يحمل أليافًا لاودية.:1738

### الحسية
يحملُ العصب الفرجي الإحساس من القضيب عبر العصب الظهراني للقضيب في الذكور، أما في الإناث فيحملُ الإحساس من البظر عبر العصب الظهراني للبظر.:422 ينتقل الإحساس من الصفن في الذكور عبر الأعصاب الصفنية الخلفية، ومن الشفرين في الإناث عبر الأعصاب الشفرية الخلفية، حيثُ يعتبر العصب الفرجي واحدًا من الأعصاب المسئولة عن نقل الإحساس من هذه المناطق. تحمل فروع العصب الفرجي أيضًا الإحساس من القناة الشرجية.:8 يعتبر العصب الفرجي مسئولًا عن المكون الوارد لانتصاب القضيب والبظر،:147 كما أنهُ مسئولٌ عن القذف.

### الحركية
تُعصِبُ فروع العصب الفرجي عددًا من عضلات العِجان وقاع الحوض، والتي تتضمن العضلة البصلية الإسفنجية والعضلة الإسكية الكهفية على الترتيب، والعضلة الرافعة الشرجية (تتضمن العضلة الحرقفية العصعصية، والعضلة العانية العصعصية، والعضلة العانية المستقيمية، والعضلة العانية المهبلية في الإناث أو العضلة العانية البروستاتية في الذكور)،:422 والعاصرة الشرجية الخارجية (عبر الفرع الشرجي السفلي)،:7 والعاصرة الخارجية لإحليل الذكر أو العاصرة الخارجية لإحليل الأنثى.:424–425
تتكون العاصرة الإحليلية الخارجية من عضلةٍ هيكلية، وبالتالي هي تحت التحكم الإرادي للجهاز العصبي الجسدي، وذلك على عكس العاصرة الإحليلية الداخلية. بما أنَّ العصب الفرجي يُعصِبُ العاصرة الإحليلية الخارجية، فإنهُ مسئولٌ أيضًا عن توتر العاصرة، والذي يحدثُ عبر إطلاق الأستيل كولين. مما يعني بأنَّ العضلة الهيكلية الموجودة في العاصرة الإحليلية الخارجية تنقبضُ خلال فترات ارتفاع إطلاق الأستيل كولين، مسببةً احتباسًا بوليًا، أما في فترات انخفاض إطلاق الأستيل كولين، فإنَّ العضلة الهيكلية الموجودة في العاصرة الإحليلية الخارجية ترتخي، مما يسمحُ بإفراغ المثانة.

## الأهمية السريرية

### التخدير

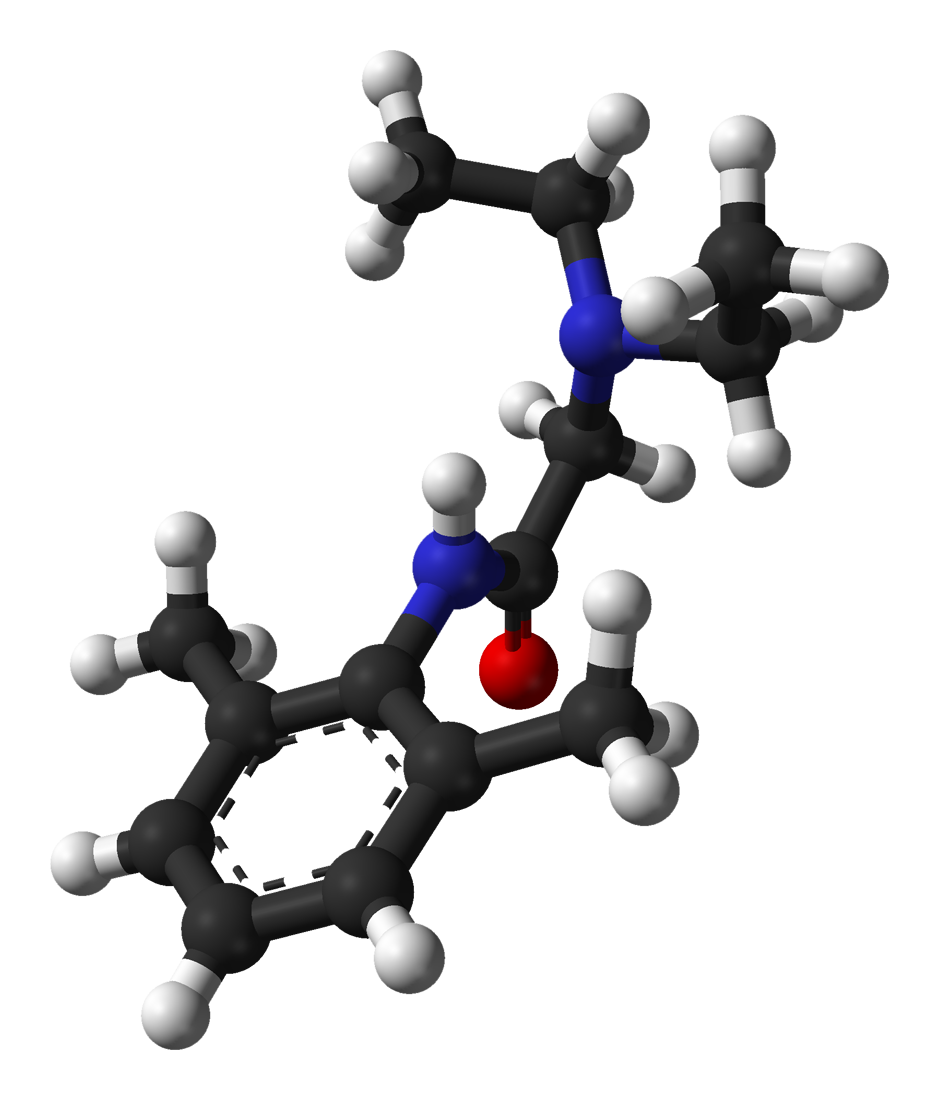
جزيء الليدوكائين. يستعمل الليدوكائين في التخدير الفرجي

التخدير الفرجي هو من أساليب التخدير الموضعي المُستعملة في ممارسات طب التوليد، ويهدف إلى تقليل الألم أثناء ولادة الطفل عبر المهبل. كما يُساعد على منع حدوث الإغماء أثناء التوليد باستعمال الملقط، حيثُ كان هذا الأمر شائعًا قبل التعرف على تخدير العصب الفرجي. يعتمدُ التخدير الفرجي على حقنِ مادةٍ مُخدرة مثل الليدوكائين والكلوروبروكائين في النفق الفرجي عبر الجدار الداخلي للمهبل، مسببًا تخديرًا في العصب الفرجي.
يُعتبر تحديد الشوكة الإسكية عبر المهبل نقطةً مُهمة لتحديد منطقة حقن المادة المخدرة،:437 حيثُ يتم حقن المادة المخدرة بالقرب من الشوكة الإسكية في الحوض. غالبًا ما يُجرى التخدير الفرجي في المرحلة الثانية من المخاض وذلك قبل ولادة الطفل مباشرةً، حيثُ يُخفف الألم حول المهبل والمستقيم أثناء ولادة الطفل. يُفضل غالبًا استعمال الليدوكائين في التخدير الفرجي؛ وذلك لأنهُ يستمر لفترةٍ أطول من الكلوروبروكائين.

### الضرر

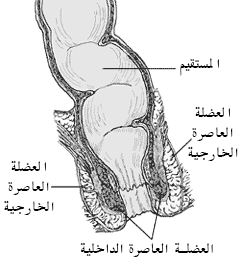
مُخطط يظهر التشريح الطبيعي للمستقيم والقناة الشرجية

قد يتعرضُ العصب الفرجي للانضغاط أو الشّد، مسببًا اعتلالًا عصبيًا مؤقتًا أو دائمًا، كما قد تحدثُ إصابةٌ غير قابلةٍ للإصلاح (الانعكاس) في العصب الفرجي، وذلك إذا شُدَّ العصب بحوالي 12% أو أكثر من طوله الطبيعي.:655 إذا شُدَّ قاع الحوض كثيرًا، فإنَّ العصب الفرجي يكون مُعرضًا لحدوث اعتلالٍ عصبيٍ محدثٍ بالشد، وقد يحدث هذا بشكلٍ حاد (مثل الولادات الصعبة أو الطويلة) أو مزمنٍ (مثل الإجهاد المزمن أثناء التبرز بسبب الإمساك).:655
انحصار العصب الفرجي ويُعرف باسم متلازمة نفق ألكوك، هو حالةٌ طبيةٌ نادرةٌ، تتمثل بحدوث ألمٍ مزمنٍ بسبب انضغاط العصب الفرجي، حيثُ يزداد الألم مع الجلوس، ويتضمن حدوث اخدرارٍ في الأعضاء التناسلية، مع سلسٍ في البراز والبول. قد تحدثُ هذه الحالة بسبب الحمل أو الحوادث أو الندبات الناجمة عن الجراحة، كما ترتبط هذه الحالة مع ركوب الدراجات بشكلٍ كثيفٍ لفتراتٍ طويلة، خصوصًا في حال ركوب الدراجات بوضعياتٍ غير صحية، حيث تؤدي إلى زيادة سُمك الرباط العجزي الحدبي والرباط العجزي الشوكي، وبالتالي انحصار العصب الفرجي بينهما.
قد تؤدي الأمراض الجهازية مثل السكري والتصلب المتعدد إلى ضررٍ في العصب الفرجي، وذلك عبر آليات إزالة الميالين أو غيرها.:37 كما قد تؤدي الأورام الحوضية (خاصةً الورم المسخي العجزي العصعي الكبير) أو جراحات إزالة هذه الأورام إلى تضرر العصب الفرجي بشكلٍ دائمٍ. قد يؤدي الاعتلال العصبي أحادي الجانب في العصب الفرجي إلى سلسٍ البراز في بعض الحالات فقط؛ وذلك بسبب تعصيب العاصرة الشرجية الخارجية والذي قد يحدث لدى بعض الأفراد أثناء عبور العصب الفرجي.:34

### التصوير
يصعبُ عادةً مشاهدةُ العصب الفرجي باستعمال طرق التصوير الروتينية مثل التصوير المقطعي المحوسب (CT) أو التصوير بالرنين المغناطيسي (MRI)، ولكن يُمكن وضعُ إبرةٍ بالقرب من الحزمة العصبية الوعائية الفرجية باستعمال التصوير المقطعي المحوسب المُوجه، مما يُمكن من تحديد الشوكة الإسكية بسهولةٍ، والتي تُتخذ نقطة لحقن الإبرة. يتم إدخال الإبرة الشوكية عبر العضلات الألوية وضمن مسافة ميليمتراتٍ من الشوكة الإسكية، ثم تحقنُ مادةٌ مظللةٌ تُجعل العصب الفرجي يظهرُ في النفق الفرجي، مما يساعد على التأكد من صحةِ موضع الإبرة. يُمكن فيما بعد حقن العصب بالكورتيزون والمخدر الموضعي، بهدف التأكد وعلاج الألم المزمن في الأعضاء التناسلية الخارجية (يُعرف بألم الفرج في الإناث) وألم الحوض والمنطقة الشرجية المستقيمية.

#### اختبار كمون العصب
يُمكن قياسُ كمية الوقت الذي تستغرقه العضلة المُعصَّبة (من العصب الفرجي) للانقباض استجابةً لحافزٍ كهربائيٍ مُطبقٍ على الألياف الحسية والحركية، حيثُ تدلُ وجود زيادةٍ في وقت التوصيل (كمون حركي نهائي أو طرفي) على وجود تلفٍ عصبي كبيرٍ وبالتالي حدوث ضعفٍ في قاع الحوض،:46 في هذا الاختبار، يتم تثبيت قُطبي تحفيز وقُطبي قياس على إصبع الفاحص الموجود داخل القفاز (قطب سانت مارك).:46

## هوامش
1. تعتبرُ بعض المراجع بأنَّ العصب الفرجي يتفرع قبل النهاية الخلفية للنفق الفرجي، فيخرجُ منه العصب المستقيمي السفلي، ثم يُكمل مساره ويتفرع إلى فرعين نهائيين هما العصب العجاني والعصب الظهراني للقضيب في الذكور أو العصب الظهراني للبظر في الإناث. أما مراجع أُخرى، فتذكر بأنَّ العصب المستقيمي السفلي يتفرع عند بداية النفق الفرجي.
2. حسب مصطلحات التشريح فإنَّ، وسطي أو إنسي (Medial) معناه أقرب إلى الخط المنصف لجسم الإنسان، أما جانبي أو وحشي (Lateral) معناه أبعد عن الخط المنصف لجسم الإنسان.
3. يُقيدُ أو يُحصرُ (block) بمعنى وقف الوظيفة الفيزيولوجية للعصب.

### باللغة الإنجليزية
1. ↑  نموذج تأسيسي في التشريح، QID:Q1406710
2. ↑  AMR Agur؛ AF Dalley؛ JCB Grant (2013). Grant's atlas of anatomy (ط. 13th). Philadelphia: Wolters Kluwer Health/Lippincott Williams & Wilkins. ISBN:978-1-60831-756-1. مؤرشف من الأصل في 2020-03-13.
3. 1 2 3 4 5  Standring S (editor in chief) (2004). Gray's Anatomy: The Anatomical Basis of Clinical Practice (ط. 39th). Elsevier. ISBN:978-0-443-06676-4. {{استشهاد بكتاب}}: |الأخير= باسم عام (مساعدة)
4. 1 2  Moore، Keith L. Moore, Anne M.R. Agur; in collaboration with and with content provided by Arthur F. Dalley II; with the expertise of medical illustrator Valerie Oxorn and the developmental assistance of Marion E. (2007). Essential clinical anatomy (ط. 3rd). Baltimore, MD: Lippincott Williams & Wilkins. ISBN:978-0-7817-6274-8.{{استشهاد بكتاب}}:  صيانة الاستشهاد: أسماء متعددة: قائمة المؤلفين (link)
5. 1 2  Russell RM (2006). Examination of peripheral nerve injuries an anatomical approach. Stuttgart: Thieme. ISBN:978-3-13-143071-7. مؤرشف من الأصل في 2020-03-13.
6. 1 2  Neill، editor-in-chief, Jimmy D. (2006). Knobil and Neill's physiology of reproduction (ط. 3rd). Amsterdam: Elsevier. ISBN:978-0-12-515400-0. {{استشهاد بكتاب}}: |الأول= باسم عام (مساعدة)صيانة الاستشهاد: أسماء متعددة: قائمة المؤلفين (link)
7. 1 2 3 4  Drake، Richard L.؛ Vogl, Wayne؛ Tibbitts, Adam W.M. Mitchell؛ illustrations by Richard؛ Richardson, Paul (2005). Gray's anatomy for students. Philadelphia: Elsevier/Churchill Livingstone. ISBN:978-0-8089-2306-0.
8. 1 2  Penson، David F. (2002). Male Sexual Function: A Guide to Clinical Management. Annals of Internal Medicine.
9. 1 2  Lynna Y. Littleton؛ Joan Engebretson (2002). Maternal, Neonatal, and Women's Health Nursing, Volume 1. Cengage Learning. ص. 727.
10. 1 2 3 4 5 6 7 8 9 10  Wolff BG؛ وآخرون، المحررون (2007). The ASCRS textbook of colon and rectal surgery. New York: Springer. ISBN:978-0-387-24846-2.
11. 1 2  Lim، Jit F.؛ Tjandra، Joe J.؛ Hiscock، Richard؛ Chao، Michael W. T.؛ Gibbs، Peter (2006). "Preoperative Chemoradiation for Rectal Cancer Causes Prolonged Pudendal Nerve Terminal Motor Latency". Diseases of the Colon & Rectum. ج. 49 ع. 1: 12–19. DOI:10.1007/s10350-005-0221-7. PMID:16292664.
12. 1 2  Oelhafen، Kim؛ Shayota, Brian J.؛ Muhleman, Mitchel؛ Klaassen, Zachary؛ Tubbs, R. Shane؛ Loukas, Marios (سبتمبر 2013). "Benjamin Alcock (1801-?) and his canal". Clinical Anatomy. ج. 26 ع. 6: 662–666. DOI:10.1002/ca.22080. PMID:22488487.
13. ↑  Harper، Douglas. "Pudendum". Online Etymology Dictionary. مؤرشف من الأصل في 2017-01-18. اطلع عليه بتاريخ 2014-02-28.
14. 1 2 3 4 5 6 7 8  Shafik، A؛ el-Sherif, M؛ Youssef, A؛ Olfat, ES (1995). "Surgical anatomy of the pudendal nerve and its clinical implications". Clinical Anatomy. ج. 8 ع. 2: 110–5. DOI:10.1002/ca.980080205. PMID:7712320.
15. 1 2  TL King؛ MC Brucker؛ JM Kriebs؛ JO Fahey (2013). Varney's midwifery (ط. Fifth). Jones & Bartlett Publishers. ISBN:978-1-284-02542-2. مؤرشف من الأصل في 2016-12-24.
16. 1 2 3 4 5 6  Richard Drake؛ Wayne Vogl (2015). Gray's Anatomy for students. إلزيفير. {{استشهاد بكتاب}}: الوسيط غير المعروف |auother3= تم تجاهله (مساعدة)
17. 1 2 3  "Pudendal nerve - Radiology Reference Article - Radiopaedia.org". Radiopaedia. مؤرشف من الأصل في 2019-07-09. اطلع عليه بتاريخ 2019-07-28.
18. ↑  Nayak، Soubhagya R.؛ Madhan Kumar, S.J.؛ Krishnamurthy, Ashwin؛ Latha Prabhu, V.؛ D'costa, Sujatha؛ Jetti, Raghu (نوفمبر 2006). "Unusual origin of dorsal nerve of penis and abnormal formation of pudendal nerve—Clinical significance". Annals of Anatomy - Anatomischer Anzeiger. ج. 188 ع. 6: 565–566. DOI:10.1016/j.aanat.2006.06.011.
19. ↑  "The Pudendal Nerve - Anatomical Course - Functions - TeachMeAnatomy". مؤرشف من الأصل في 2018-08-31. اطلع عليه بتاريخ 2019-07-28.
20. 1 2  Ort، Bruce Ian Bogart, Victoria (2007). Elsevier's integrated anatomy and embryology. Philadelphia, Pa.: Elsevier Saunders. ISBN:978-1-4160-3165-9. مؤرشف من الأصل في 2022-04-22.{{استشهاد بكتاب}}:  صيانة الاستشهاد: أسماء متعددة: قائمة المؤلفين (link)|page=Neurovascular Bundles of the Perineum
21. ↑  Babayan، Mike B. Siroky, Robert D. Oates, Richard K. (2004). Handbook of urology diagnosis and therapy (ط. 3rd). Philadelphia, PA: Lippincott Williams & Wilkins. ISBN:978-0-7817-4221-4.{{استشهاد بكتاب}}:  صيانة الاستشهاد: أسماء متعددة: قائمة المؤلفين (link)
22. ↑  Guaderrama، Noelani M.؛ Liu, Jianmin؛ Nager, Charles W.؛ Pretorius, Dolores H.؛ Sheean, Geoff؛ Kassab, Ghada؛ Mittal, Ravinder K. (أكتوبر 2005). "Evidence for the Innervation of Pelvic Floor Muscles by the Pudendal Nerve". Obstetrics & Gynecology. ج. 106 ع. 4: 774–781. DOI:10.1097/01.AOG.0000175165.46481.a8. PMID:16199635.
23. ↑  Fowler، CJ؛ Griffiths، D؛ de Groat، WC (يونيو 2008). "The neural control of micturition". Nat. Rev. Neurosci. ج. 9 ع. 6: 453–66. DOI:10.1038/nrn2401. PMC:2897743. PMID:18490916.
24. ↑  Satpathy، Hemant K.؛ وآخرون. Isaacs، Christine؛ وآخرون (المحررون). "Transvaginal Pudendal Nerve Block". WebMD LLC. مؤرشف من الأصل في 2019-07-28. اطلع عليه بتاريخ 2015-07-19.
25. ↑  Maclean، Allan؛ Reid، Wendy (2011). "40". في Shaw، Robert (المحرر). Gynaecology. Edinburgh New York: Churchill Livingstone/Elsevier. ص. 599–612. ISBN:978-0-7020-3120-5; Access provided by the University of Pittsburgh{{استشهاد بكتاب}}:  صيانة الاستشهاد: postscript (link)
26. ↑  "Clinical Case - Perineum & External Genitalia". مؤرشف من الأصل في 2009-02-27. اطلع عليه بتاريخ 2009-05-27.
27. ↑  http"Pudendal Block". 26 إبريل 2012. مؤرشف من الأصل في 13 مارس 2020. {{استشهاد ويب}}: تحقق من التاريخ في: |تاريخ= (مساعدة)
28. ↑  Filler, AG: Diagnosis and treatment of pudendal nerve entrapment syndrome subtypes: imaging, injections, and minimal access surgery Neurosurgical Focus  دُوِي:10.3171/FOC.2009.26.2.E9. نسخة محفوظة 13 مارس 2020 على موقع واي باك مشين.
29. ↑  Alevizon، SJ.؛ Finan، MA. (أكتوبر 1996). "Sacrospinous colpopexy: management of postoperative pudendal nerve entrapment". Obstet Gynecol. ج. 88 ع. 4 Pt 2: 713–5. DOI:10.1016/0029-7844(96)00127-5. PMID:8841264.
30. ↑  Mellion MB (يناير 1991). "Common cycling injuries. Management and prevention". Sports Med. ج. 11 ع. 1: 52–70. DOI:10.2165/00007256-199111010-00004. PMID:2011683.
31. ↑  Calvillo O, Skaribas IM, Rockett C.؛ Skaribas؛ Rockett (2000). "Computed tomography-guided pudendal nerve block. A new diagnostic approach to long-term anoperineal pain: a report of two cases". Reg Anesth Pain Med. ج. 25 ع. 4: 420–3. DOI:10.1053/rapm.2000.7620. PMID:10925942.{{استشهاد بدورية محكمة}}:  صيانة الاستشهاد: أسماء متعددة: قائمة المؤلفين (link)
32. ↑  Hough DM, Wittenberg KH, Pawlina W, Maus TP, King BF, Vrtiska TJ, Farrell MA, Antolak SJ Jr.؛ Wittenberg؛ Pawlina؛ Maus؛ King؛ Vrtiska؛ Farrell؛ Antolak Jr (2003). "Chronic perineal pain caused by pudendal nerve entrapment: anatomy and CT-guided perineural injection technique". Am J Roentgenol. ج. 181 ع. 2: 561–7. DOI:10.2214/ajr.181.2.1810561. PMID:12876048.{{استشهاد بدورية محكمة}}:  صيانة الاستشهاد: أسماء متعددة: قائمة المؤلفين (link)
33. 1 2  G.A. Santoro, A.P. Wieczorek, C.I. Bartram (editors) (2010). Pelvic floor disorders imaging and multidisciplinary approach to management. Dordrecht: Springer. ISBN:978-88-470-1542-5. {{استشهاد بكتاب}}: |الأخير= باسم عام (مساعدة)صيانة الاستشهاد: أسماء متعددة: قائمة المؤلفين (link)

### باللغة العربيَّة
1. ↑  [أ] منظمة الصحة العالمية (2005). معجم التشريح الموحد. مكتبة لبنان ناشرون. ص. 450. ISBN:9953-33-479-X. OCLC:62487922. OL:21127957M. QID:Q107719218.
[ب] محمد مرعشي (2003). معجم مرعشي الطبي الكبير (بالعربية والإنجليزية). بيروت: مكتبة لبنان ناشرون. ص. 699. ISBN:978-9953-33-054-9. OCLC:4771449526. QID:Q98547939.

## وصلات خارجية
- شكل تشريحي: 41:04-11 على موقع مركز سوني دونستات الطبي (تشريح بشري عبر الإنترنت). - "مشهد سفلي للعجان الأنثوي، وفروع الشريان الفرجي الداخلي."
- مقطع عرضي - مختبر التلدين، جامعة فيينا الطبية. pelvis/pelvis-female-17
- سلسلة من التصوير المقطعي المحوسب تظهر تقييد (إحصار) العصب الفرجي.
- تشريح دارتموث figures/chapter_32/32-2.HTM
- تشريح دارتموث figures/chapter_32/32-3.HTM